# Liste von Straßen und Plätzen in Bad Hersfeld

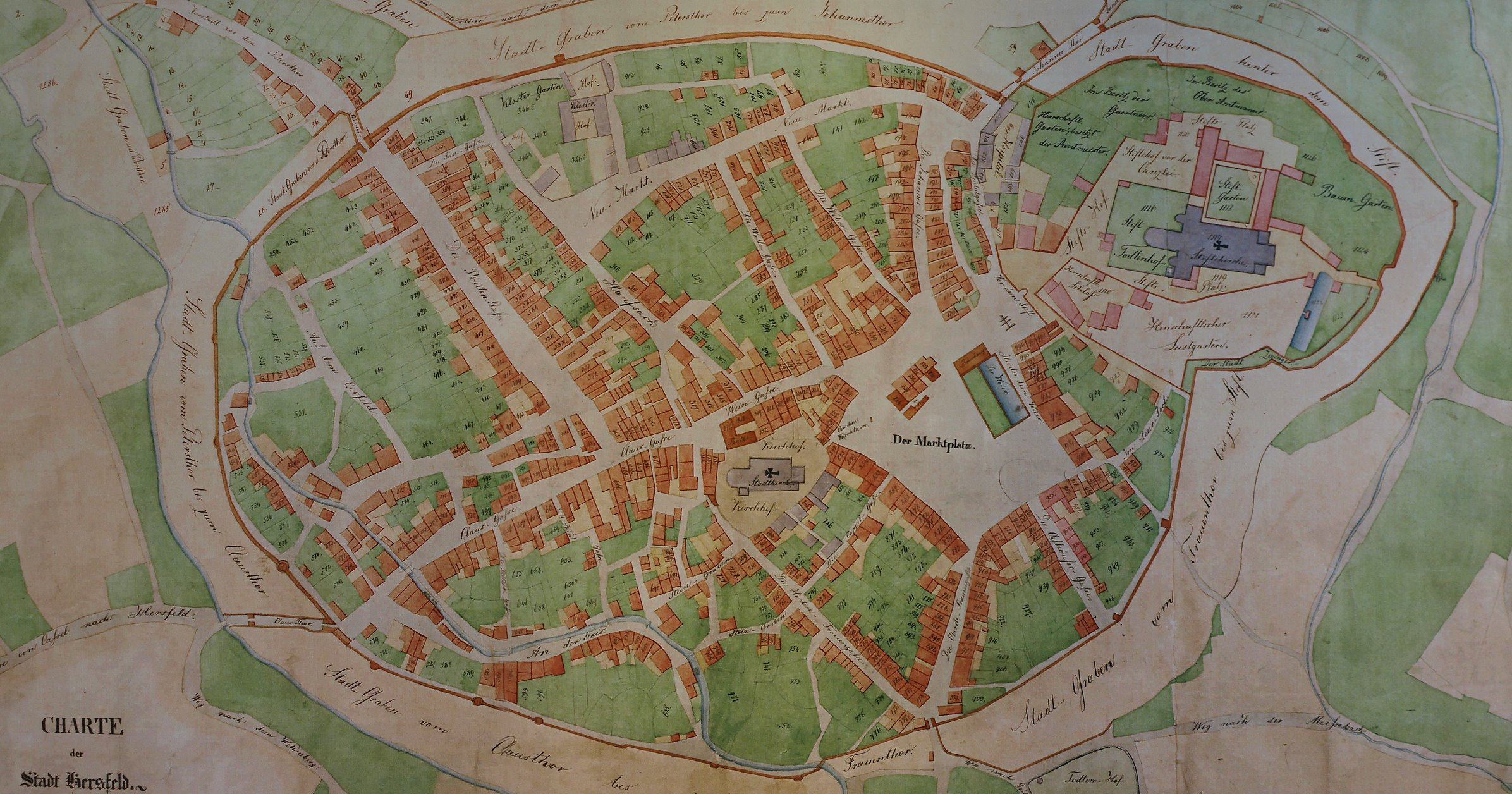
Katasterplan der Stadt Hersfeld aus dem Jahr 1730. Süden ist auf dieser Karte oben

Diese Liste von Straßen und Plätzen in Bad Hersfeld führt Bedeutungen und Umstände der Namengebung auf. Von den Straßennamen enthält diese Liste nur jene, deren Bedeutung nicht banal ist, und erhebt keinen Anspruch auf Vollständigkeit. Sie beinhaltet eine Erläuterung der Verkehrsinfrastruktur mit den angeschlossenen Bundesautobahnen und Bundesstraßen und bezieht sich auf die Stadt Bad Hersfeld.
Auf einer bebauten Fläche von etwa 550 Hektar hat die Innenstadt 205 Straßen, Gassen und Plätze. Weitere 247 Straßen liegen in den Stadtteilen.
Aktuell gültige Straßenbezeichnungen sind in Fettschrift angegeben, nach Umbenennung oder Überbauung nicht mehr gültige Bezeichnungen in Kursivschrift.

## Namensherkünfte

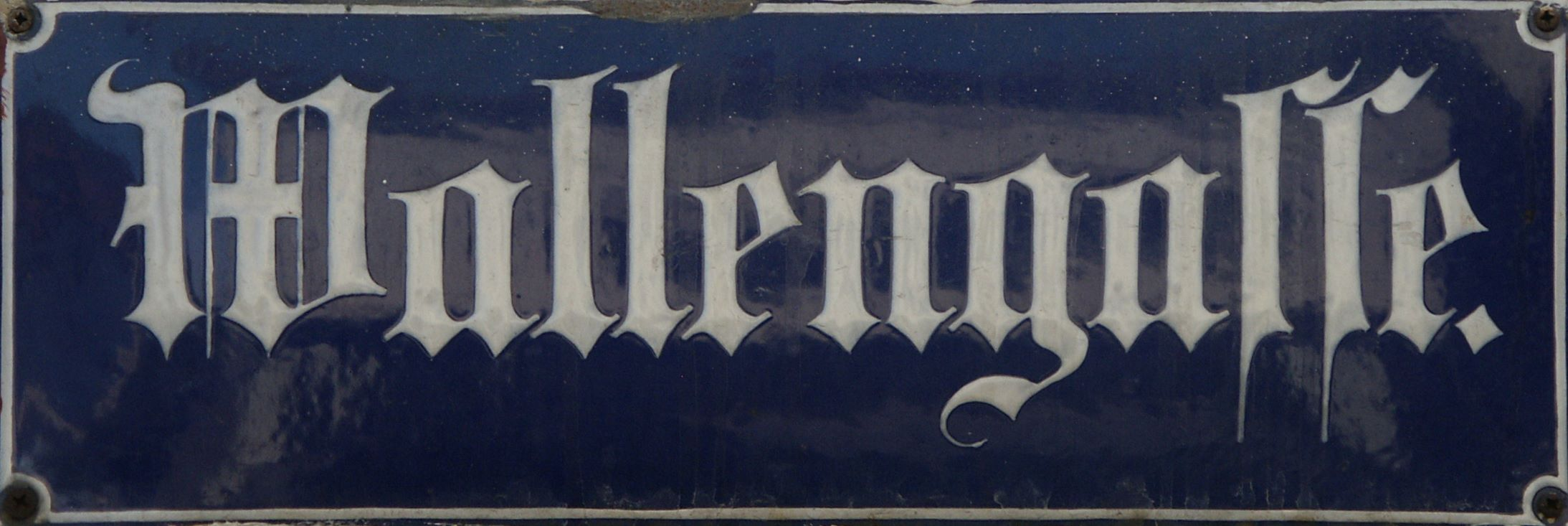
Straßenschild in Fraktur

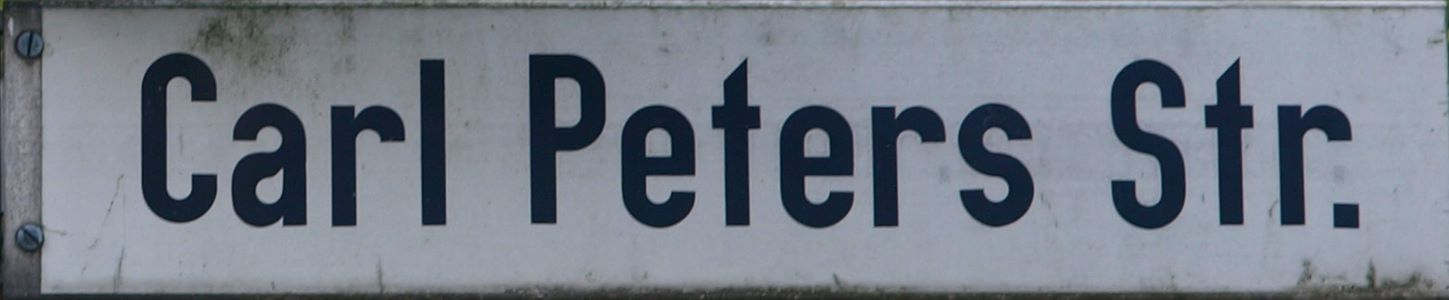
Straßenschild Schwarz auf Weiß

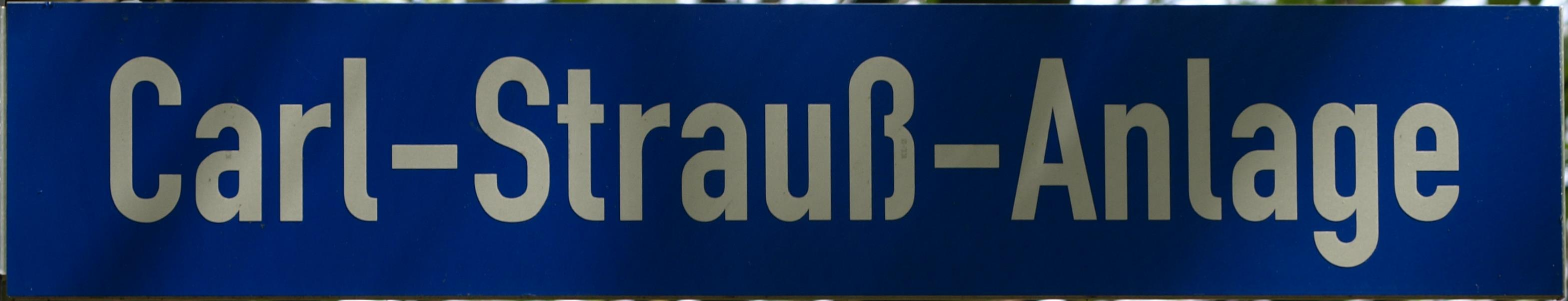
Aktuelles Straßenschild Weiß auf Blau

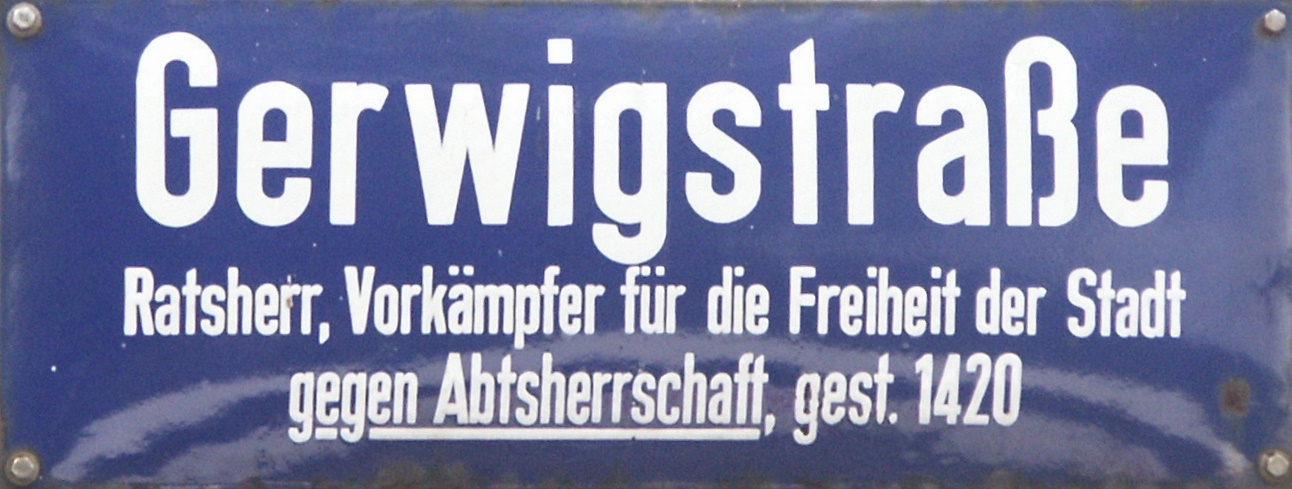
Straßenschild mit Erklärung

Straßennamen in Bad Hersfeld sind, wie die anderer Städte, eine Mischung aus Benennungen
- nach Orten innerhalb und außerhalb von Bad Hersfeld,
- nach ehemals deutschen Städten und Landschaften, meist im Osten,
- nach alten Flurnamen,
- nach Persönlichkeiten mit Bezug zu Bad Hersfeld oder von nationaler/internationaler Bedeutung,
- nach historisch verbürgten und legendären Personen,
- nach Pflanzen und Tieren,
- nach Regionen, Bergen und Gewässern.

Erwähnenswert sind „Namensnester“ wie
- der Stadtteil Hohe Luft mit vielen Straßen, die nach alten Tuchmacherberufen benannt wurden,
- der Stadtteil Johannesberg mit weitgehend nach Bäumen und Sträuchern benannten Straßen,
- der Stadtteil Eichhof mit Straßennamen nach osteuropäischen Regionen und Städten, die bis 1945 zu Deutschland gehörten.

## Schilder
Die älteren Schilder aus den 1950er und 1960er Jahren haben eine weiße Schrift auf blauem Grund und sind noch aus Emaille gefertigt. Einige dieser Schilder sind noch in der Schriftart Fraktur geschrieben. Danach verwendete man Schilder mit schwarzer Schrift auf weißem Grund. Sie sind ausnahmslos in einer serifenlose Antiqua geschrieben und sind heute in der Stadt noch weit verbreitet. Die neueren Schilder haben wieder die weiß-blaue Farbgebung mit einer serifenlosen Antiqua.

## Schreibweise von Straßennamen
Bad Hersfeld hält sich in aller Regel an die vom Duden-Verlag herausgegebenen Richtlinien zur Schreibweise von Straßennamen. Die wichtigsten Regeln lauten:
- Das erste Wort eines Straßennamens wird großgeschrieben, z. B. Von-Harnack-Straße , Überm Dorf.
- Zusammen schreibt man Straßennamen, die aus einem Substantiv (beziehungsweise einem Namen) und einem für Straßennamen typischen Grundwort wie z. B. Straße, Gasse, Weg, Platz bestehen: Bahnhofstraße, Gerwigstraße, Hindenburgplatz.
- Ist der erste Bestandteil ein Adjektiv, so wird nur zusammengeschrieben, wenn das Adjektiv ungebeugt ist, wie z. B. in Neumarkt, Hohlweg. Ist es gebeugt, wird getrennt geschrieben: Alte Straße, Vorderer Steingraben.
- Die Getrenntschreibung gilt auch für adjektivische Ableitungen von Orts- und Landesnamen: Gothaer Straße, Frankfurter Straße, Brandenburger Straße. Aber Vorsicht: Nicht immer ist die Endung -er eine Ableitung, manchmal gehört sie fest zum Bestimmungswort dazu! So etwa bei Brüdergasse (zu Brüder), bei der Lutherstraße (zu dem Nachnamen Luther) oder bei der Seilerweg (zu dem alten Beruf der Seiler). Da es sich hier um nichts anderes handelt als um eine Zusammensetzung aus Name und Grundwort, muss zusammengeschrieben werden!
- Den Bindestrich setzt man, wenn die Bestimmung zum Grundwort aus mehreren Wörtern besteht. Also Simon-Haune-Straße, Heinrich-von-Stephan-Straße, L’Hay-les-Roses-Platz.

## Straßen und Plätze

### Stadtring, Ein- und Ausfallstraßen
Der Stadtring führt, in weiten Teilen über das Gelände des früheren Stadtgrabens und der äußeren Stadtmauer (Zwingermauer), um die etwa 40 Hektar umfassende Altstadt herum. Der Stadtring wird, beginnend von der Achse Breitenstraße und Frankfurter Straße im Uhrzeigersinn, von den acht Straßen Bismarckstraße, Hainstraße, Eichhofstraße, Nachtigallenstraße, Simon-Haune-Straße, Meisebacher Straße, Dippelstraße, Reichsstraße und Bismarckstraße gebildet.

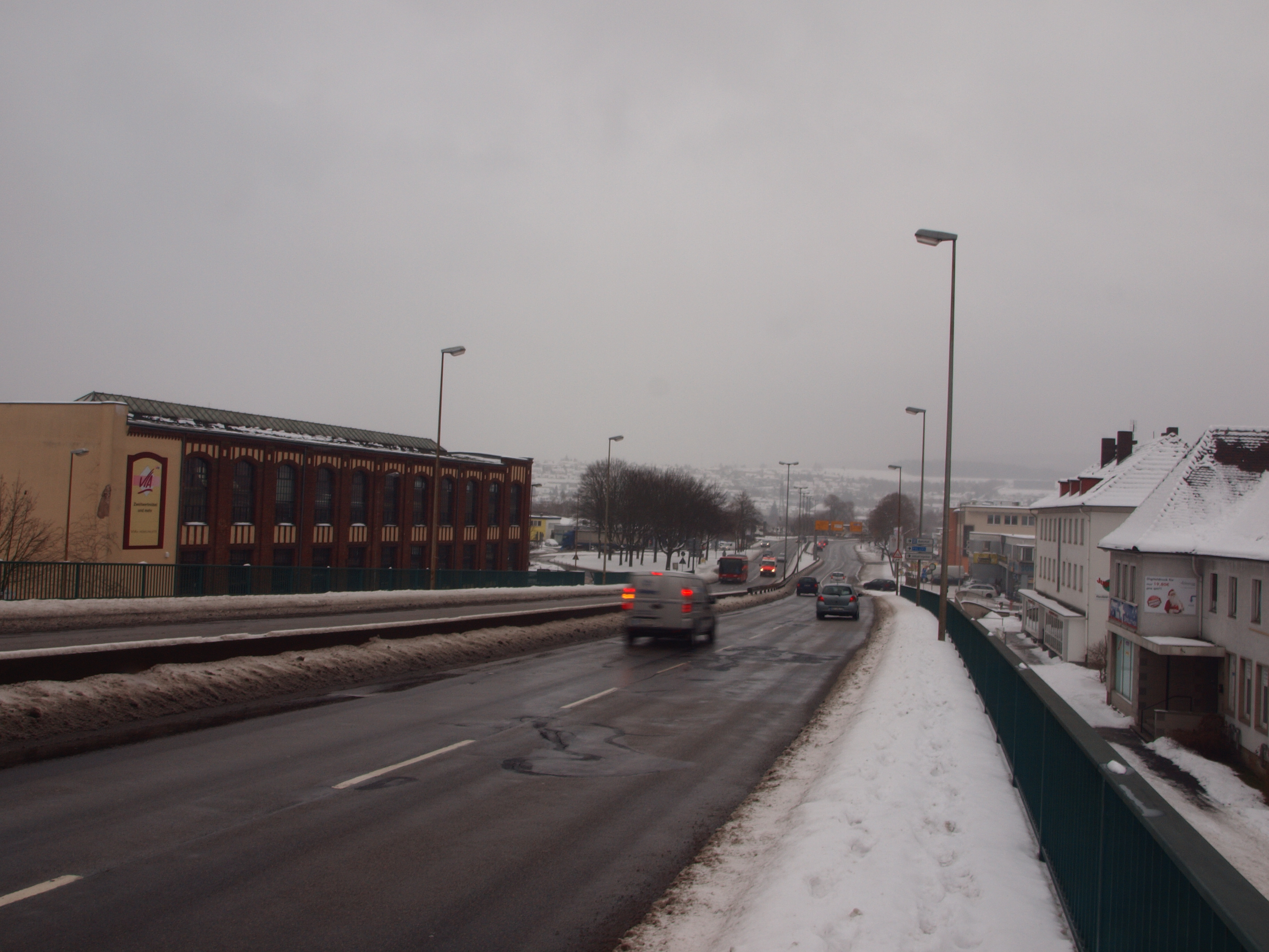
Frankfurter Straße, die Bundesstraße 324 und weiter südlich die Bundesstraße 27

Der 2,6 Kilometer lange Stadtring leitet den Verkehr um die Altstadt herum und führt auf die Ein- und Ausfallstraßen. Dies ist im Südwesten der Altstadt die 2,1 Kilometer lange Frankfurter Straße (siehe dazu auch unter Breitenstraße), die im Stadtgebiet ein Teil der Bundesstraße 27 ist und etwas weiter südlich zur Autobahnauffahrt „Bad Hersfeld“ auf der A 4 führt. Dem Uhrzeigersinn folgend, zweigt vom Stadtring die 690 Meter lange Berliner Straße ab, die auf die Bundesstraße 62 führt. Weiter folgt auf der nordwestlichen Seite der Altstadt die Meisebacher Straße (Landstraße 3159), die nach Kirchheim führt. Im Norden der Altstadt, zweigt die Wehneberger Straße vom Stadtring ab und führt auf die Bundesstraße 324 (Homberger Straße), die zur Autobahnauffahrt „Bad Hersfeld West“ auf die A 7 führt. Im Nordosten schließlich zweigt die 2,1 Kilometer lange Friedloser Straße (Landstraße 3159), vom Stadtring ab, die im Zellersgrund auf die Bundesstraße 27 trifft.

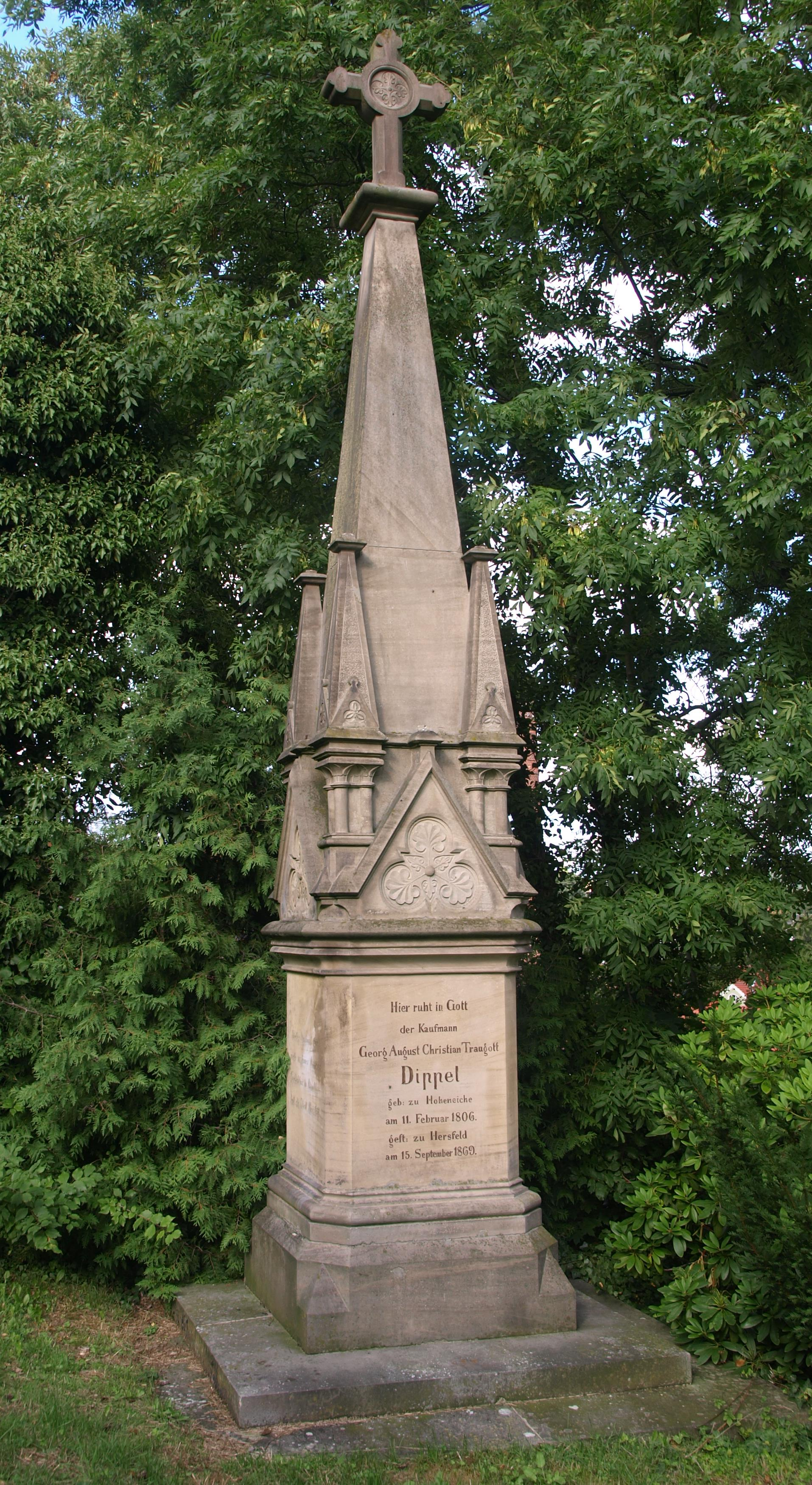
Grabstein von Kaufmann Georg August Christian Traugott Dippel

Die Dippelstraße befindet sich am nördlichen Rand der Altstadt (Länge: etwa 560 Meter):
Die Straße wurde nach dem Kaufmann Georg August Christian Traugott Dippel (* 11. Februar 1806; † 15. September 1869) benannt. Dippel wurde in Hoheneiche geboren. Die Schule besuchte er in Hersfeld und erlernte den Beruf eines Kaufmanns in Münden. Lange arbeitete er als Reisender für ein Seidenwarengeschäft im Barmen und reiste so durch ganz Europa. Als Rentner zog er wieder nach Hersfeld und lebt hier zurückgezogen und sparsam, bis zu seinem Tod. Sein Vermögen, das er vor allem durch Wertpapierspekulation vermehrte, stiftete er der Stadt Hersfeld. Die A. T. Dippel Stiftung konstituierte sich am 3. November 1869 und sollte sich um die Armenversorgung kümmern. Die Stiftung verfügte zu diesem Zeitpunkt über 77.000 Taler, die größtenteils in Eisenbahnaktien angelegt waren.
In der Dippelstraße steht eine Fachwerkmühle, die seit 2007 von der Stadt restauriert und zu einem Mehrgenerationenhaus umgebaut wird. Die Mauermühle wurde in der ersten Hälfte des 18. Jahrhunderts erbaut und 1747 das erste Mal erwähnt. Umbauten erfolgten 1806, 1841, 1913 und 1940 bzw. 1941. 1860 gehörte sie zur Garnfabrik Rehn und 1892 wurde sie für die Gerberei verwendet. Ihr Name richtet sich in dieser Zeit nach den jeweiligen Besitzern. So hieß sie erst Bolendermühle und ab etwa 1900 wurde sie nach dem letzten Müller, Rössingsmühle benannt. Erst seit dem Umbau von 2007, wird die Mühle nach dem Straßennamen, Dippelmühle genannt. Dies ist vom historischen Standpunkt allerdings nicht korrekt, da Dippel nie Besitzer dieser Mühle war.

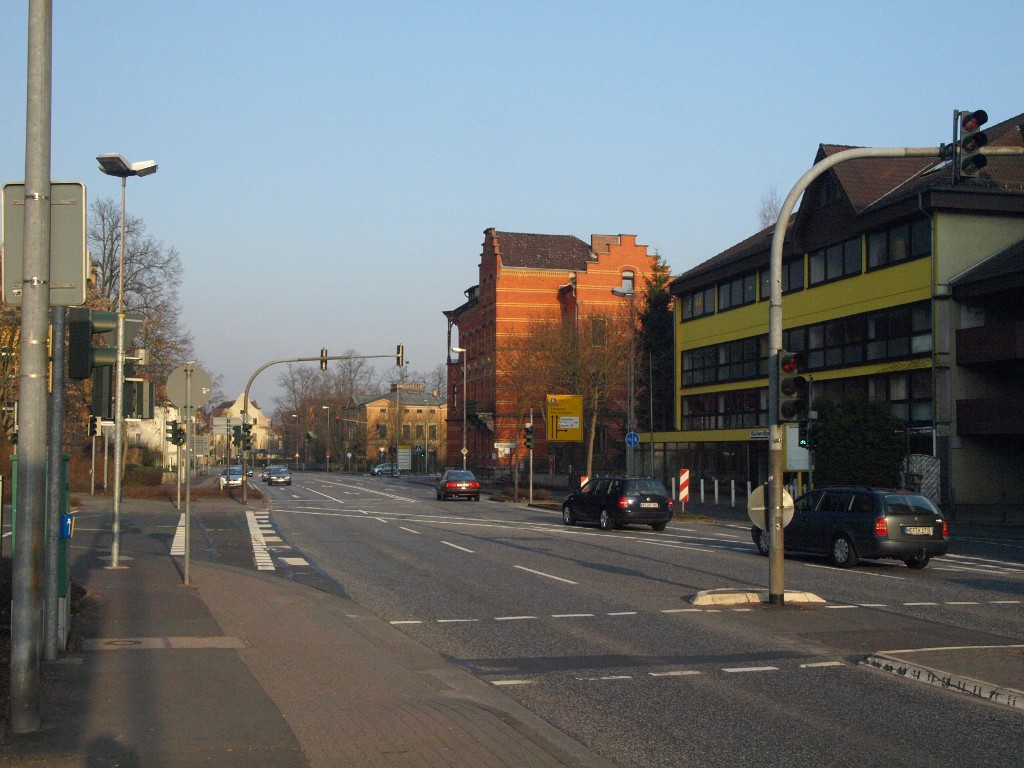
Hainstraße

Die Hainstraße befindet sich am südlichen Rand der Altstadt (Länge: etwa 485 Meter): Die Straße entstand auf dem Gelände der äußeren Stadtmauer (Zwingermauer). Der Hang zwischen Stadtmauer und dem Stadtgraben war mit Hecken und Büschen bewachsen, was es Angreifern schwer machte, bis zur Mauer vorzudringen. Demzufolge gab es hier Flurnamen wie „Hinter’m Hain“ oder „Hinter dem Hain“. Als hier zwischen dem Johannesthor und dem Petertor, im Jahr 1839 der Stadtgraben zugeschüttet wurde, wurde die Straße angelegt, die nach den Flurnamen ihren Namen erhielt. Das Gleiche passierte mit dem nahen Hainchenweg, der seinen Namen von der Flur „Hinter dem Hainchen“ hat.
Die Simon-Haune-Straße befindet sich am westlichen Rand der Altstadt (Länge: etwa 270 Meter): Erinnert an den Ritter Simon von Haune aus dem Geschlecht derer von Haune mit Stammsitz in Burghaun. Er gehörte dem Sternerbund an und überfiel zusammen mit anderen Sterneren und Truppen des Abtes in der Vitalisnacht 1378 die Stadt. Simon von Haune vereitelte jedoch den Erfolg dieses Angriffes, in dem er am Tag zuvor einen Fehdebrief an die Stadt schickte und dadurch die Bürger warnte. Die Straße beginnt am Ausgang einer tief eingeschnittenen Erosionsrinne, die sich hier vom Tageberg herunter zieht. Sie hieß früher Finstertal und der Flurname zwischen dem Ausgang der Rinne und der Stadtbefestigung hieß „Im Finstertal“. Teilweise gehört diese Flur heute zur Leonhard-Müller-Anlage.
Aus dieser Rinne, die von der Stadt aus nur schwer einzusehen ist, erfolgte der Angriff der Sterner. Straßen in der Nähe erinnern mit ihren Namen auch an dieses Ereignis aus dem Jahr 1378. Dies sind die Sternerstraße, die Vitalisstraße, die Gerwigstraße und die Brückenmüllerstraße. Heute wird die Erosionsrinne „Alpen“ genannt.

### Plätze
In der Stadt gibt es acht Plätze. Der Kirchplatz, L’Hay-les-Roses-Platz, Linggplatz, Marktplatz, Mährisch-Schönberg/Šumperk-Platz, Neumarkt, Schillerplatz und der Theodor-Heuss-Platz (bis 2007 Hindenburgplatz).

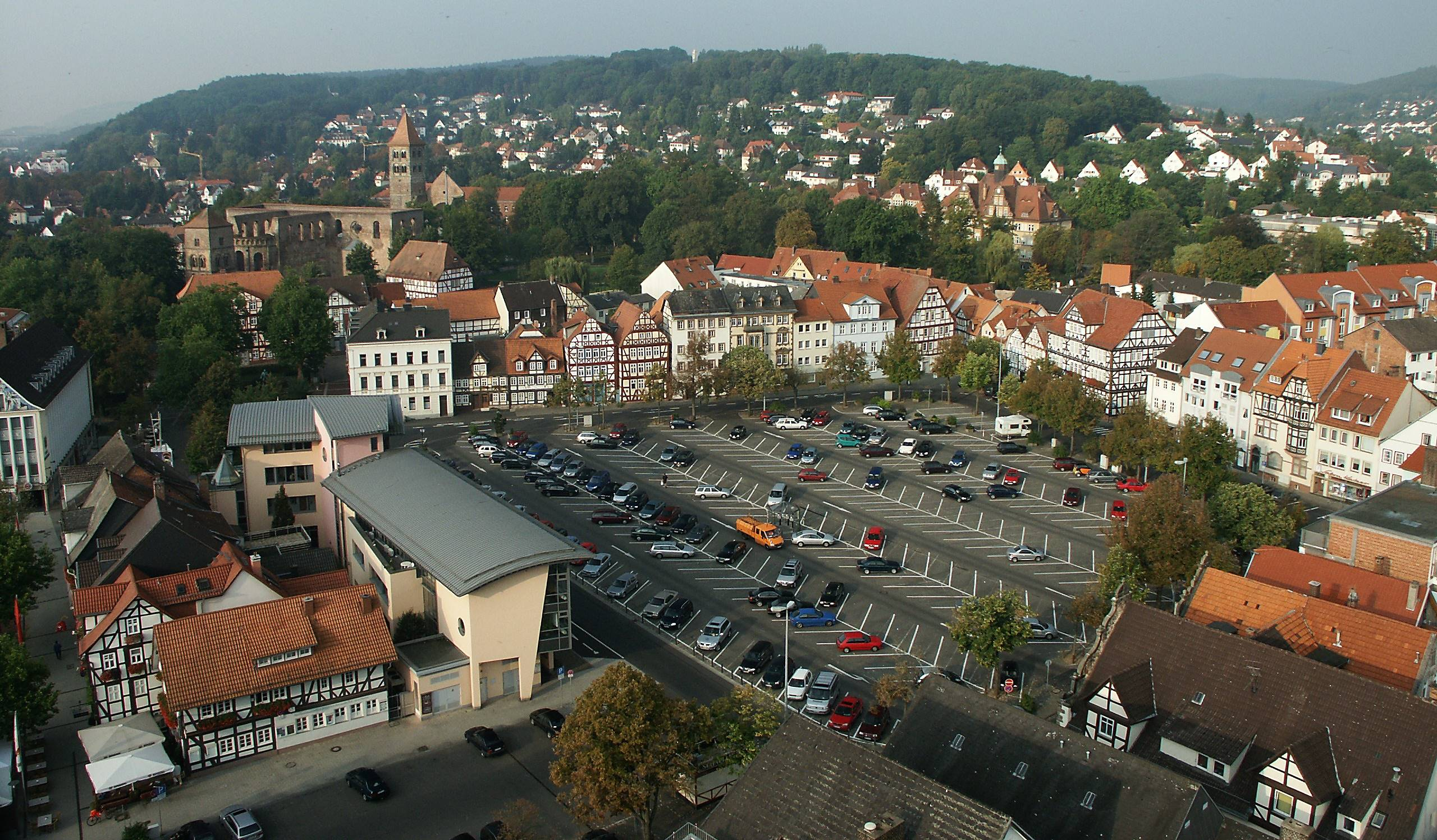
Marktplatz

Der älteste und zugleich größte Platz ist der etwa 1,3 Hektar große Marktplatz, auf dem sich seit den 1950er Jahren ein Parkplatz befindet. Für die Größe dieses Platzes, die für die Region untypisch ist, hat man keine urkundlichen oder archäologischen Belege. Man erklärt man sich das heute dadurch, dass es hier im frühen Mittelalter einen fränkischen Königshof gegeben haben könnte (analog zur Stadt Fulda). Danach baute man das Kloster an die westliche Seite und die entstehende Marktsiedlung an die östliche Seite dieser „Curtis“. Eine weitere Erklärung ergibt sich dadurch, dass die Siedlung in einiger Entfernung vom Kloster entstand und der Zwischenraum die Domfreiheit bildete. Die dritte Erklärung reicht in das 9. Jahrhundert zurück, als es im Reich wegen der Ungarneinfälle zu vermehrtem Festungsbau kam. Dies ist auch für das Kloster Hersfeld urkundlich nachweisbar, als die Klosterbefestigungen ausgebaut wurden. In diesem Zuge könnte auf dem heutigen Platz auch eine Fluchtburg entstanden sein, in der die örtliche Bevölkerung Schutz finden konnte. Von einem Burgenbau, an einem Platz, wo Männer und Frauen Zugang hatten, wird im Jahr 936 in der „Miraculi Sank Wigberti“ berichtet. Das heißt, dass die Burg außerhalb des Klosterbezirkes und damit auch außerhalb der Klausur gestanden haben muss. Damit könnte sich die Marktsiedlung, die sich im 11. Jahrhundert entwickelte, nach dieser Fluchtburg ausgerichtet haben. Die im Kern gotischen Gebäude (im Stil der Renaissance umgebaut), zum Beispiel die ehemalige Münze der Reichsabtei im Nordosten des Marktplatzes, aber auch die Häuser von Ministerialen, im westlichen Bereich des Platzes (im klassischen Stil umgebaut), könnten zu den ersten Steinhäusern in der Marktsiedlung gehört haben.
Der älteste überlieferte Namen für diesen Platz ist Ebenheit. Dieser Name leitet sich von althochdeutschen Wort „almeinde“ ab, was so viel wie Gemeinbesitz bedeutet. Über verschiedene Zwischenstufen, zum Beispiel den mundartlichen Wörtern „Emnet“ und „Ebnet“, kam es dann zu dem Namen Ebenheit, der damit mit dem Wort Ebene keine Beziehung hat.
Im 17. Jahrhundert verlegte man Teile des Marktes auf die Ebenheit, da der Neumarkt zu klein wurde. Aus dieser Zeit stammt auch der heutige Name des Platzes. Seit dem 20. September 1810 findet der Wochenmarkt, auf dem Linggplatz statt.
Bis 1838 lag auf dem südwestlichen Teil des Platzes das Wasserreservoir der Stadt. Es wurde durch das „Wilde Wässerchen“, gespeist. Von hier aus wurden die Wasserzapfstellen, der so genannten „Kumpf“, in der Stadt mit Wasser versorgt. Die gab es noch lange, zum Beispiel auf dem Marktplatz und in der Breiten Straße. Der Weiher wurde 1838 überwölbt. In den 1950er Jahren wurden diese Gewölbe schließlich eingerissen und zugeschüttet. Auch als Löschwasserteich diente dieses Reservoir, so gab es hier bis in das 20. Jahrhundert hinein auch das Spritzenhaus, direkt neben der Hauptwache. Auf diesem Gelände steht heute die Konrad-Duden-Bibliothek. Daneben stand das Brauhaus der Stadt, das sich auch aus diesem Weiher bediente. Um dem Platz herum führt heute die Straße „Am Markt“, der südwestliche Bereich hieß früher Hinter dem Weier.
Auf dem Platz findet alljährlich das Lullusfest statt und in dem Bereich des Platzes, der der Stadtkirche am nächsten liegt, brennt zu dieser Zeit auch das Lullusfeuer. Dieser Bereich hieß früher Vor dem Kirchthor. Es ist ein Durchgang zum Kirchplatz, der vermutlich schon früh überbaut wurde und nur noch einen bogenförmigen Durchgang zur Kirche offen lässt. Es wird vermutet, dass sich hier auch der alte Gerichtsplatz der Stadt befunden hat. Die Stadt hatte seit dem 13. Jahrhundert die niedere Gerichtsbarkeit inne.

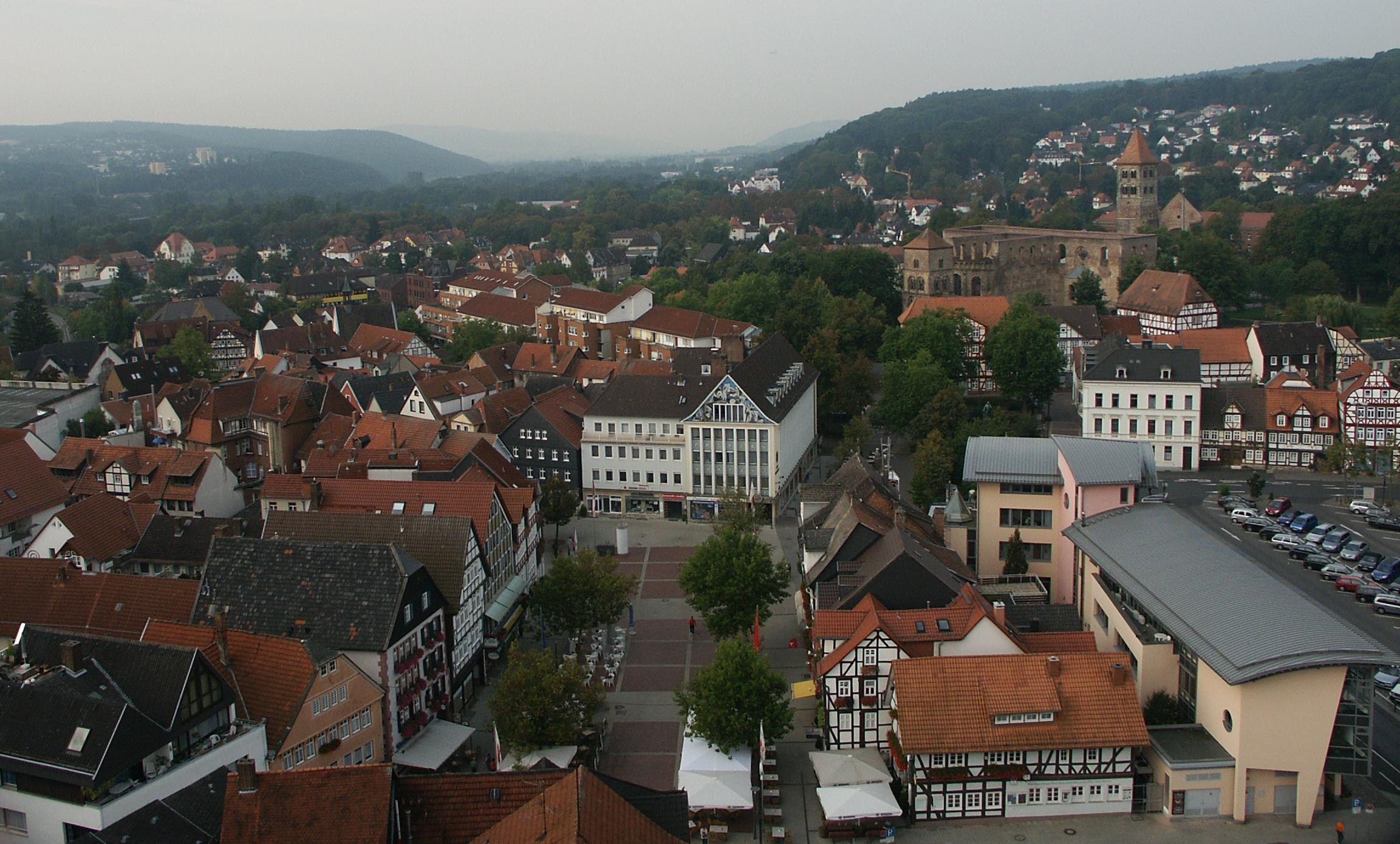
Linggplatz

Der 5600 m² große Linggplatz schließt sich dem Marktplatz nach Süden hin an und wird von diesem nur durch die so genannte „Insel“ getrennt. Die „Insel“ bildet eine Häusergruppe, deren nordwestliche Front sich dem Marktplatz zuwendet, und die Gegenseite zum Linggplatz. Der Platz ist seit 1857 nach dem badischen Generalleutnant Johann Baptist Lingg von Linggenfeld benannt. Sein Denkmal steht an der westlichen Seite des Platzes, nahe am Zugang zum Stiftsbezirk. Man vermutet, dass sich hier der alte Gerichtsplatz der Abtei befunden hat. Ein Doppelkreuz, direkt neben dem Linggdenkmal, das nach alten Kupferstichen schon im 16. Jahrhundert hier stand, war vermutlich ein Grenzzeichen der Abtei und zeigte an, dass ab dieser Stelle der Immunitätsbezirk der Abtei begann.

### Fußgängerzone
Die Fußgängerzone in der Altstadt von Bad Hersfeld hat etwa eine Länge von einem Kilometer und führt quer durch die Stadt. Von West nach Ost sind das die Straßen bzw. Plätze Im Stift, Linggplatz, Johannesstraße, Weinstraße, Enge Gasse, Unter den Hütten, Kirchplatz, Am Treppchen, Breitenstraße (oberer Teil), Klausstraße, Klaustor, Badestube und Löhrgasse.
Die Straße Am Treppchen liegt im Zentrum der Altstadt, direkt am Rathaus: Diese Straße hat ihren Namen von einer kleinen Treppe, die von hier zu dem etwas höher gelegenen Kirchplatz und zur Stadtkirche führt. Die Straße hat die quadratische die Form eines Platzes und ist heute etwa 400 m² groß. Der Platz war der älteste Marktplatz der Stadt und dehnte sich im Mittelalter noch weiter Richtung Süden aus. Der Straßenname „Unter den Hütten“ (Schirne sind hier im Jahr 1384 erwähnt) zeugt noch davon. Nach der Stadterweiterung im 13. Jahrhundert wurde das Marktgeschehen in den Neumarkt verlegt. Die Wasserzapfstelle (Kumpf) auf dem Marktplatz wurde 1830 zu einem Brunnen umgebaut, der in der Mitte ein Standbild des Stadtgründers Lullus trägt.
Die Breitenstraße beginnt an der Klausstraße und endet am Stadtring mit der Bismarckstraße. In gerader Verlängerung folgt die Frankfurter Straße (Länge: etwa 310 Meter): Vor der Stadterweiterung im 13. Jahrhundert lag diese Straße außerhalb der Stadt. Hier führte, vor den Stadtmauern, die Handelsstraße durch die kurzen Hessen vorbei, die hier, von Frankfurt kommend, über zwei steinerne Brücken die Haune und die Fulda überwand. Hier fanden auch die Jahrmärkte statt. Als die neuen Stadtmauern die Breite Straße in das Stadtgebiet einschlossen, ließ man deren Breite bestehen, um gewissermaßen als eine Art Hauptstraße (Wagenstraße) den Zugang zum alten Marktplatz vor dem Rathaus und zum Kloster zu gewährleisten. Die Breite Straße wurde durch das Peterstor nach außen hin gesichert. Das Tor hatte seinen Namen von der Propstei Petersberg, die über die zwei oben genannten Brücken erreichbar war. Die Straße hieß früher Die Preiten-Gaßse 

### Kreuzungen
Die Kreuzung zwischen Vlämenweg, Homberger Straße und der Wehneberger Straße hieß bis in das frühe 20. Jahrhundert hinein Am heiligen Kreuz.
Die Kreuzung zwischen der B 27 und der B 62 hat sich der Namen Lomokreuzung etabliert. Ab 1958 wurde die Bundesstraße 27 aus dem Innenstadtbereich heraus verlegt, dadurch entstand diese Kreuzung, unweit der Autobahnanschlussstelle Bad Hersfeld auf der A4. Hier verlegte das Mineralölunternehmen LOMO (Lorenz Mohr GmbH & Co. KG) ihre Tankstelle mit Autohof und Großtankstation für Lastkraftwagen.

### Weitere Straßen in der Altstadt
Die Straße Brink liegt am südwestlichen Rand der mittelalterlichen Stadt und führt in gerader Verlängerung vom Neumarkt auf die Johannesstraße (Länge: etwa 150 Meter): Als Brink bezeichnete man früher einen erhöhten Grasanger in einer feuchten bzw. sumpfigen Umgebung. Der Begriff stammt vermutlich aus dem Mittelniederländischen Sprachgebrauch und kam über die im 12. Jahrhundert hier eingewanderten Flamen in die Stadt. Nicht lange danach wurde die Stadt erweitert und der Brink entstand am Rand der Stadt. Die Straße hieß früher Neu-Markt oder auch Am neuen Markt (die Verlängerung des Neumarktes, der früher auch „Auf dem neuen Markt“ hieß). Am Ende des Neumarktes führte diese Straße auf einen Platz mit dem Namen Am Bringg (heute etwa 1000 m² groß), woher sich der heutige Straßenname ableitet.
Die Straße Am Perfort im Nordwesten der Altstadt und führt als Stichstraße von der Burggasse auf die Stadtmauer zu. (Länge: etwa 55 Meter): Dort befindet sich ein ehemaliger Wachturm in der Stadtmauer. Der Wachturm diente an dieser Stelle für die Sicherung der Wasserversorgung der Stadt. Hier führte das „Wilde Wässerchen“ unter der Stadtmauer in die Stadt hinein. Als der Turm verfiel, setzte man ihm ein weiteres Stockwerk aus Fachwerk auf. So kann man den Turm noch heute in der Stadtmauer sehen. Der Name Perfort stammt aus dem mittelhochdeutschen Wort „bergfrede“, bzw. „bergfrid“ (siehe auch: Bergfried). Diese Namen entwickelten sich über „Berfert“ zu dem Namen wie er im Straßennamen verbürgt ist.
Die Straße Antoniengasse liegt im Südosten der Altstadt. Sie zweigt von der Breitenstraße ab und trifft auf das Eisfeld. (Länge: etwa 55 Meter): Die Straße wurde 1659 als Töngesgasse und 1697 als Döngesgasse erwähnt. Man geht daher davon aus, dass sie nach dem Heiligen Antonius benannt wurde. Die Stadtkirche war den Heiligen Antonius und Vitus geweiht und waren daher die Schutzpatrone der Stadt (siehe dazu auch unter „Am Frauenberg“).
Die Benno-Schilde-Straße liegt im Norden der Altstadt. Sie beginnt an der Klausstraße und führt nach Norden aus der Altstadt heraus, wo die Dippelstraße (Bundesstraße 324) kreuzt. Etwas weiter nördlich endet die Straße am Vlämenweg. (Länge: etwa 410 Meter): Vor 1935 hieß die Straße Stammengasse und endete bis in das 19. Jahrhundert hinein an der Stadtmauer. Der Straßenname stammt vom Fabrikant Benno Schilde. Er gründete in der Stammengasse seine Werkstatt, die er später vor der Stadtmauer zu einer Fabrik „Benno Schilde – Maschinenfabrik und Apparatebauanstalt, Hersfeld“ erweiterte (siehe Schilde AG). An der Benno-Schilde-Straße liegen bis heute die Fabrikations- und Bürogebäude der Fabrik. Sie sind heute als Industriedenkmal geschützt.

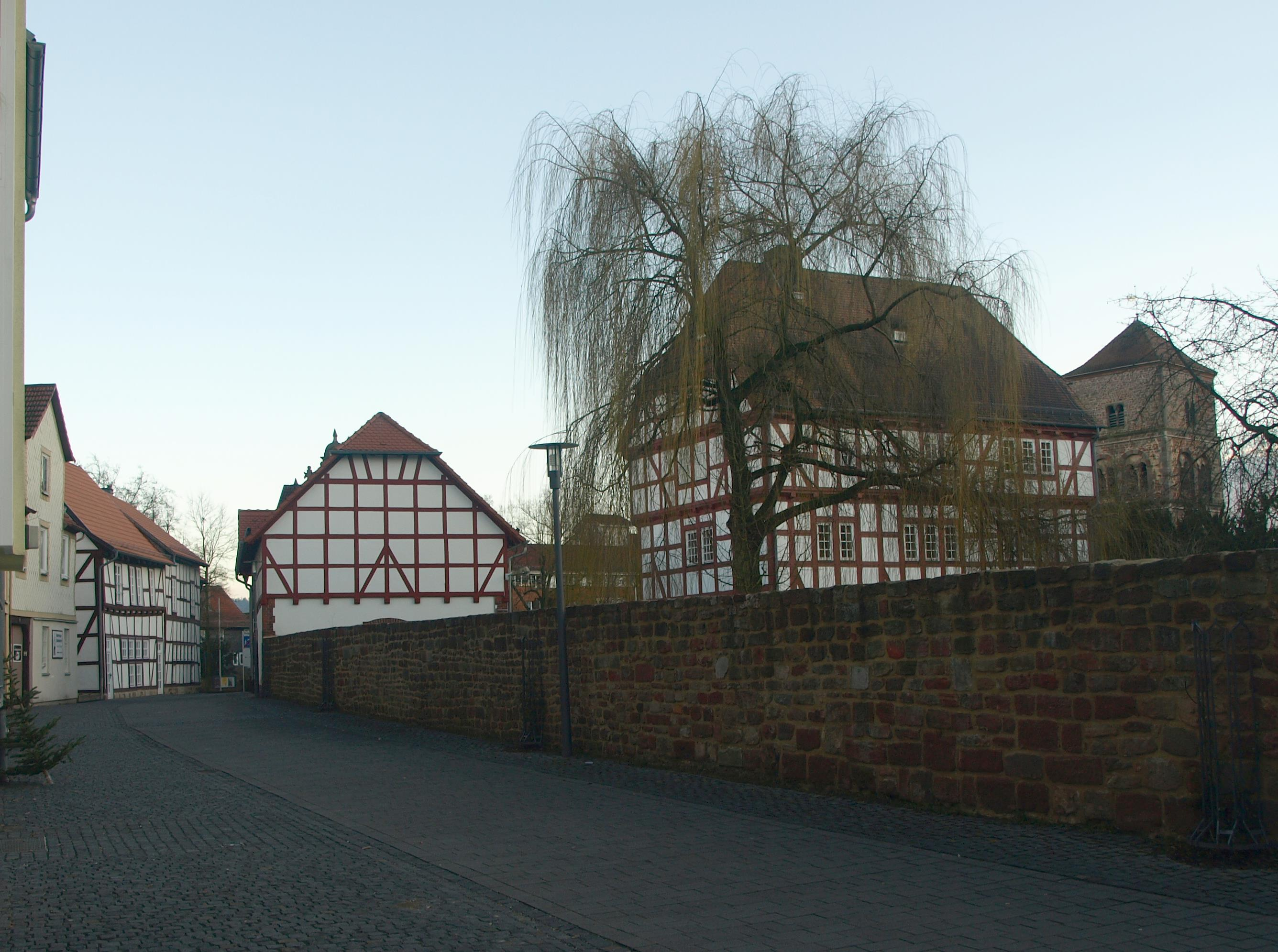
Burggasse

Die Burggasse beginnt am westlichen Ende des Linggplatzes und führt in einem Bogen, entlang der Klostermauer und parallel zu Stadtmauer auf die westliche Ecke des Marktplatzes (Länge: etwa 200 Meter): Der Namen stammt vermutlich aus der Zeit, eines Burgenbaues im 9. Jahrhundert (weiteres hierzu siehe unter Marktplatz). Einen weiteren Grund für diese Namensgebung könnte die Nähe zur Kloster- bzw. Stadtmauer sein. Hier stößt die Klostermauer auf die Stadtmauer, wo der „Dicke Turm“ stand. Diese Befestigungen könnten burgartigen Charakter gehabt haben, besonders nach dem es in diesem Bereich zu dem Überfall der Sterner auf die Stadt kam. Danach gab es hinter den Stift, parallel zu der Klostermauer eine zusätzliche Zwingermauer (der so genannte Stadtzwinger), der sich vom Dicken Turm bis zum ehemaligen Westtor des Stiftsbezirkes erstreckte. Die Gasse führte früher vom Marktplatz bis an den Dicken Turm und die Stadtmauer. So lässt sich auch ein früherer Name Im Leur-Loch später auch Hinteres Lierloch erklären. Dieser Begriff kommt von der Liere, was man mit Tasche bzw. Jagdtasche übersetzen kann. Bei Straßennamen ist dies ein oft benutzter Begriff für Sackgassen.
Der Hanfsack liegt im Zentrum der Altstadt, unweit vom Rathaus. Die Straße führt von der „Engen Gasse“, bzw. „Unter den Hütten“, die sich hier treffen, zum Neumarkt. (Länge: etwa 110 Meter): Diese Straße führte früher von der Weinstraße, als Sackgasse auf die südliche Seite der ersten Stadtmauer zu. Nach der Stadterweiterung im 13. Jahrhundert war die Straße keine Sackgasse mehr, der Name hielt sich dennoch. Früher hieß die Straße noch Auf dem Hanftsack. In der Straße bearbeitet man die Hanfstängel zu Zwirn und anderen textilen Produkten.
Der Ransen ist eine kleine Gasse im Zentrum der Altstadt, in der Nähe der Stadtkirche. (Länge: etwa 50 Meter): Ransen ist eine Bezeichnung für eine Sackgasse, die vor allem im Sprachgebrauch der oberdeutschen Dialekte vorkommt. Die Gasse endete vermutlich an der ersten Stadtmauer, die nach der Stadterweiterung im 13. Jahrhundert abgerissen wurde. Früher hieß sie Am Ransen.
Das Rennhöfchen liegt in der nördlichen Altstadt an der Stadtmauer, unweit des ehemaligen Frauentores (Länge: etwa 115 Meter): Der Namen erinnert an die handwerkliche Herstellung von Tuchen. Zum Trocknen wurden die Tücher auf Tuchtrockenrahmen gespannt. Dieses Verfahren wurde auch beim „Blauen“ des Tuchs mit Waid oder Indigo verwendet. Die Rahmen stellte man oft außerhalb der Stadtmauern, ungeordnet auf die Wälle der Stadtgräben. Ab dem Hochmittelalter legte man dafür „Rahmenhöfe“ an, die umzäunt wurden und auch ein Wachhäuschen hatten. So ein Hof (Land mit Rahmen) ist noch 1847/49 in Karten vor dem Frauentor eingezeichnet. Der Bereich gehört heute zu großen Teilen zur Leonhard-Müller-Anlage. Im Rennhöfchen stand früher auch das Zunfthaus der Tuchmacher.
Die Rittergasse beginnt an der Klausstraße und führt auf die Straße „An der Obergeis“ im Norden der Altstadt. In der Nähe stand früher das Klaustor. (Länge: etwa 95 Meter): Vermutlich standen hier steinerne Kemenaten von ritterbürtigen Herren, die als Ministerialen der Abtei in der Stadt lebten. Eine dieser Kemenaten ist noch weitgehend unveränderten im Hinterhaus der Klausstraße 34 erhalten. Das Gebäude wir auf das 11. oder 12. Jahrhundert datiert und ist damit das älteste profane Gebäude in der Stadt.
Die Rosengasse liegt im Süden der Altstadt und führt in U-Form vom Neumarkt wieder auf diesen zurück. (Länge: etwa 170 Meter): In diesem Bereich der Stadt, kurz hinter der südlichen Stadtmauer wohnten Leute aus den unteren sozialen Schichten. Daher fand man hier im Mittelalter auch das Franziskanerkloster (auf dem Gelände der heutigen Konrad-Duden-Schule, bzw. der alten Klosterschule). Hier wohnten zum Beispiel die Henker, Schinder oder Huren. Da es nicht vorstellbar war, die Gasse nach einem dieser „unehrlichen“ Berufe zu benennen, benannte man sie nach einer schönen Blume um, über die verrufene Gegend hinwegzutäuschen. Ähnlich Gründe gab es auch bei der Namensvergabe für die nur wenig östlicher liegende Rosmaringasse.
Die Uffhäuser Straße liegt im Nordwesten der Altstadt und führt vom Marktplatz auf die Meisebacher Straße. (Länge: etwa 190 Meter): Die Straße war früher nicht viel länger als die Parallelstraße „Am Perfort“ und endete wie diese auch an der Stadtmauer. Sie hieß Vorderes Lierloch, später wurde der Name Die Oefhäuser-Gaßse gebräuchlich. Im 19. Jahrhundert durchbrach man hier die Stadtmauer und baute ein so genanntes Chausseetor. Die Pfeiler dieses Tores stehen heute noch „Im Stift“, in der Nähe der Festspielkantine.
Die Wallengasse beginnt am Anfang der Weinstraße und führt auf den Neumarkt (Länge: etwa 170 Meter): Der Ursprung des Straßennamens ist nicht mehr sicher zu ermitteln. Eine Erklärung resultiert aus der Nähe zu Webergasse (eine Parallelstraße). So konnte der Straßenname von den Walkern abstammen, die hier ihre Werkstätten gehabt haben könnten. Die Walker verfilzten das Rohgewebe, in dem es mit Wasser, Seife und Urin befeuchtet und in Bottichen durch Treten bearbeitet wurde. Später übernahm das Treten ein Hammerwerk, das durch Wasserkraft betrieben wurde. Daher fand man die Walker ab dieser Zeit hauptsächlich entlang des Geisbaches. Die Walkmühlen blieben zu Teil bis Anfang des 20. Jahrhunderts am Geisbach in Betrieb.
Eine weitere Erklärung ist die Benennung nach einem Patrizier bzw. der Patrizierfamilie aus dem 14. Jahrhundert. Dominus Lodewicus Wade hatte sein Haus am Neumark, Ecke Wallengasse.
Auch eine Benennung nach den Herren von Wallenstein, die Lehensmannen und Ministerialen der Hersfelder Abtei waren, liegt ebenfalls im Bereich des Möglichen. Wenn man dieser Vermutung folgt, könnte sich hier das Stadthaus der Freiherren befunden haben.
Die Webergasse beginnt am Linggplatz und führt auf den Neumarkt (Länge: etwa 170 Meter): Bis die Industrialisierung einsetzte, gab es in der Altstadt viele kleine Webereien. Vor allem Leinen- und Wollweber arbeiteten bis in das 19. Jahrhundert hinein an Handwebstühlen. Da es in der Straße vermutlich mehrere dieser Webereien gab, ging der Name auf die Straße über.

### Straßen in der übrigen Innenstadt
Die Straße Am Frauenberg liegt, wie es der Name andeutet, am Nordhang des Frauenberges, und führt von der Meisebacher Straße in das Tal des Geisbaches hinein. (Länge: etwa 1365 Meter): Die Straße hieß im vorderen Teil früher, Im Bock bzw. Im Poock. Dieser Name leitet sich vom mittelhochdeutschen Wort für Bogen ab. Der Name beschreibt damit wohl den Bogen, den man vom Frauentor aus gehen musste, um in den Alten Kirchweg und damit bis in das hohe Mittelalter hinein, zur Pfarrkirche auf den Frauenberg außerhalb der Stadt zu kommen.
Weiter hinten, bis zum Lohmühlenweg, hieß der Straßenlauf Fezies. Die Flurlage zwischen der Straße „Am Frauenberg“ und der hangaufwärts verlaufenden Straße „Alter Kirchweg“ hieß bis zur vollständigen Überbauung im 20. Jahrhundert, Am Fezies. Hier gab es bis in das 15. Jahrhundert hinein die Siedlung „Wetziges“, bzw. „Fetziges“, die 1343 erstmals erwähnt wurde, als die Hersfelder Bürger vom Abt die Erlaubnis erhielten, hier eine Schleifmühle „zu dem Vitziges“ zu errichten. Man geht davon aus, dass vorstadtartige Siedlung, die sich entwickelt hat, nach dem Heiligen Vitus benannt wurde. Die Stadtkirche war den Heiligen Antonius und Vitus geweiht und waren damit auch die Schutzpatrone der Stadt (siehe dazu auch unter „Antoniengasse“). Auch befanden sich am Frauenberg viele Ländereien, „benefivii sti. Viti“, die der Stadtkirche gehörten.
Die Straße Alter Kirchweg liegt am Frauenberg und zweigt am Osthang dieses Bergens von der Straße „Am Frauenberg“ ab. (Länge: etwa 580 Meter): Die Straße beginnt in der Nähe es Frauentores und führte zu der ersten Pfarrkirche „Unserer lieben Frau“ von Hersfeld, die um 800 oberhalb des Klosters erbaut wurde. Bis die Stadtkirche im 13. Jahrhundert fertig war, pilgerten die Bürger aus der Stadt zum Gottesdienst auf den Berg.
Die August Gottlieb Straße liegt im Süden der Stadt, sie verbindet die Wehneberger Straße mit der Benno-Schilde-Straße (Länge: etwa 190 Meter): Der mit vier Jahren erblindete August Gottlieb (*1844; † 1903) war ein Seilermeister und begabter Erfinder. Er gründete 1863 die Seilerwarenfabrik im heutigen Seilerweg und erweiterte sie stetig zu einem großen Unternehmen. Es wurden dort Schnüre, Stricke, Bindfäden, Seile, Taue und ähnliche Produkte hergestellt. Da das Gelände zu klein wurde, entstand 1902 die Jutespinnerei als eine Abteilung der „AG Seilerwarenfabrik August Gottlieb“ in der Landeckerstraße. Ein Gedenkstein für August Gottlieb befindet sich auf dem Schillerplatz, am Klausturm.
Die Conrad Mel Straße liegt am nördlichen Stadtrand, im oberen Bereich des Wehneberges. (Länge: etwa 150 Meter): Sie erinnert an den Theologen, Schulinspektor und Direktor der alten Klosterschule. Conrad Mel stiftete 1707 das Waisenhaus in Hersfeld.
Die Fritz-Rechberg-Straße liegt im Westen der Stadt, sie zweigt vom Stadtring, der Simon-Haune-Straße, ab und führt am nördlichen unteren Hang des Tageberges in das Meisebachtal hinein (Länge: 1130 Meter): Sie erinnert an Fritz Rechberg, den Fabrikanten, der die größte Volltuchfabrik (so nannte man Fabriken, die alle Fertigungsschritte vom Rohstoff bis zum fertigen Tuch verrichteten) in der Stadt aufbaute. Die Fabrik lag südlich der Altstadt, zwischen der Berliner Straße, der Hainstraße, dem Hubertusweg und dem Hainchenweg auf einer Fläche von etwa 8,5 Hektar. Nachdem die Fabrik in den 1960er Jahren geschlossen worden war, wurde das Fabrikgelände zu einem Gewerbegebiet, namens Rechberggelände. Von der Fabrik steht heute an der Hainstraße noch das ehemalige Kontor- und Verwaltungsgebäude. Die Villa der Familie Rechberg steht ebenfalls in der Hainstraße. In der heutigen Fritz-Rechberg-Straße baute Fritz Rechberg erste Häuser für Betriebsangehörige.
Die Louis-Demme-Straße ist eine kleine Stichstraße, die von der Goethestraße abzweigt. Sie liegt am Südhang des Wehneberges (Länge: etwa 75 Meter): Louis Demme (* 2. Mai 1845 in Hersfeld (im Haus Hanfsack 586 in der Nähe der Pfeiffergasse); † 9. September 1898 ebenda) war ab 1866 in städtischen Diensten und ab 1873 Stadtsekretär. Nebenher sortierte das städtische Archiv und begründete damit das Stadtarchiv, das heute nach ihm benannt ist. Er war weiterhin Autor des dreibändigen Werkes „Nachrichten und Urkunden zur Chronik von Hersfeld“, das bis heute ein Standardwerk zu Geschichte von Hersfeld ist. Der vierte Band (der von 1819 bis 1894 reicht) wurde erst im Jahr 2006 gedruckt.
Die Ludwig-Braun-Straße liegt am Südosthang des Tageberges (Länge: etwa 622 Meter): Ludwig Braun (*1883 – † 1958) war Textilfabrikant und führte die Firma in dritter Generation. Er baute in Hersfeld die zweite Volltuchfabrik auf (neben Fritz Braun). Er erweiterte die Fabrik an der Landeckerstraße, die „Assoziation“ (ein Zusammenschluss mehrerer keiner Webereien und anderer Textilgewerke in der Stadt, die das Tuch dort industriell weiterverarbeiteten). In dieser Tuchfabrik wurden Stoffe für Herren- und Damenoberbekleidung sowie für Behördenangestellte gefertigt. Von dieser Fabrik stehen noch die denkmalgeschützten Gebäude der ehemalige Spinnerei und der Weberei. Weiter westlich stehen noch die Gebäude der ehemaligen Verwaltung, der Appretur und des Maschinenhauses. Auf der anderen Seite der Bahnlinie, steht in der Reichsstraße die Villa der Familie Braun.
Die Michael-Schnabrich-Straße liegt am nordöstlichen Hang des Tagesberges (Länge: etwa 550 Meter): Sie erinnert an den SPD-Politiker Michael Schnabrich. Er war in Hersfeld Stadtverordneter, später Kreistagsabgeordneter im Landkreis Hersfeld. Ab 1924 bis 1932 saß er für den Wahlkreis Hersfeld-Hünfeld-Rotenburg im Reichstag. Er starb an den Folgen von Misshandlung im Konzentrationslager Sachsenhausen.
Die Münscherstraße liegt am Südhang des Wehneberges (Länge: etwa 415 Meter): Sie erinnert an Dr. Wilhelm Münscher (*1795; † 1872) war Gymnasialdirektor in Hersfeld von 1832 bis 1867. Im wurden die Ehrenbürgerrechte im Jahre 1857 verliehen.
Die Robert-Heil-Straße liegt im Südosten der Innenstadt und verbindet die Bismarckstraße und den Hainchenweg miteinander (Länge: etwa 140 Meter): Robert Heil war ein Bäckermeister, der in Hersfeld geboren wurde. Er wanderte nach Berlin aus und durfte dort seit 1910 den Titel „Königlich-Preußischer Hofbäcker seiner Majestät des Kaisers“ führen. Er stiftete seiner Heimatstadt den Robert-Heil-Turm auf dem Tageberg. Der Aussichtsturm gehörte zur Grünanlage an der Kleinshöhe, die um die Jahrhundertwende auf dem Tageberg angelegt wurde. Der Turm wurde im Jahr 2007 grundlegend renoviert.
Der Vlämenweg liegt nördlich von der Altstadt, am Hang des Wehneberges (Länge: etwa 465 Meter): Vermutlich erhielt die Straße ihren Namen, als im 13. Jahrhundert Flamen einwanderten und sich vor dem Frauentor ansiedelten. Diese wenig befestigte Vorstadt existierte vermutlich bis zum Dreißigjährigen Krieg. Die Flamen brachten aus ihrer Heimat die weit entwickelte Tuchherstellung mit. Sie stellten ihre Trockenrahmen vermutlich an die südlichen Hänge des Frauen- und des Wehneberges (siehe auch bei „Rennhöfchen“) auf. Die Flurnamen hießen bis zur Überbauung im 20. Jahrhundert Flehmen und Hinter’m Flehmen.
Die Wilhelm-Wever-Straße liegt im Nordosten der Innenstadt (Länge: etwa 185 Meter):
Wilhelm Wever war der Sohn des Firmengründers Adolph Wever („Ad. Wever AG“). Er verlegte seine Textilmanufaktur 1867 von Breitenbach nach Hersfeld. Im Jahr 1872 baute er an der Ecke Bahnhofsstraße und der heutigen Wilhelm-Wever-Straße ein Fabrikgebäude. Sein Sohn Wilhelm erweiterte diese Fabrik zwischen 1900 und 1909. Der Betrieb stellte unter anderem Leinenartikel her, wie Daunenkörper, Bettbarchent, Jacquarddrell und Bezugsstoffe. Zuletzt arbeitet die Firma als Zulieferer für die Autoindustrie, bis sie 2006 ihren einzigen Auftraggeber verlor. Die Firma stellt noch im gleichen Jahr seinen Betrieb ein.